# Sjeverozapadni bantu jezici zone B
Sjeverozapadni bantu jezici zone B, grana sjeverozapadnih bantu jezika raširenih po Gabonu, Ekvatorijalnoj Gvineji, Kongu i DR Kongu. Obuhvaća ukupno (52) jezika u najmanje 8 podskupina i pobliže neklasificirani molengue. Predstavnici su:
a. Kele (B.20) (10): kélé, kota, mahongwe, mbangwe, ndasa, ngom, sake, seki, sighu, wumbvu;
b. Mbere (B.60) (6): kaningi, mbere, ndumu, ngul, ombamba, yangho;
c. Myene (B.10) (1): myene;
d. Njebi (B.50) (4): duma, njebi, tsaangi, wandji;
e. Sira (B.40) (7): barama, bwisi, lumbu, punu, sangu, sira, vumbu;
f. Teke (B.70) (12): ibali (kiteke), ngungwel, tchitchege, teke-eboo, teke-fuumu, teke-kukuya, teke-laali, teke-nzikou, teke-tege, teke-tsaayi, teke-tyee, yaka;
g. Tsogo (B.30) (5): bubi, kande, pinji, simba, tsogo;
h. Yanzi (B.80) (6): boma, ding, mfinu, mpuono, tiene, yansi;
i. neklasificirani: molengue

## Vanjske poveznice
- Ethnologue (14th)
- Ethnologue (15th)